# Jan Baptysta d’Aloy
Jan Baptysta d’Aloy (zm. w 1786) – aktor, dyplomata polski. Pochodził z Turynu i był jak większość tamtejszej elity zgalicyzowanym, francuskojęzycznym Włochem.

## Życiorys
W 1757 roku posłował do Paryża w sprawie powołania francuskiej kompanii handlowej w Elblągu. Misja odbywała się z inicjatywy pierwszego ministra saskiego Henryka Brühla i kanclerza kor. Jana Małachowskiego. 
Od roku 1764 przebywał w otoczeniu posła saskiego Augusta Franza Essena, któremu pomagał w pilnowaniu saskich interesów, choć sam był oficjalnie rezydentem kurlandzkim w RP.
Synem Jana Baptysty był Franciszek Eliasz Aloe (ur. ok. 1759, zm. po 1821) działacz masoński, córką Ludwika d’Aloy (1760–1836), a jej mężem i zięciem Jana Baptysty Jan Nepomucen Eryk Potocki (zm. po 1815) poseł, brygadier kawalerii narodowej.